# Автомат Федорова
Автомат Федорова, 2,5-лінійна автоматична гвинтівка Федорова, 2,5-лінійна гвинтівка Федорова — російська, а пізніше і радянська автоматична гвинтівка калібру 6,5 мм, розроблена зброярем Володимиром Григоровичем Федоровим в 1913—1916 роках.
Прийнята на озброєння Російської імператорської армії в 1916 році, мала обмежене бойове застосування. Вважається далеким попередником сучасного покоління штурмових гвинтівок (Автоматів).

## Історія
За кілька років до Першої світової війни всі провідні світові держави володіли хоча б надійними зразками самозарядних або автоматичних гвинтівок. У Росії розробками в цьому напрямку займалися Я. У. Рощепій, П. Н. Фролов, Ф. В. Токарєв, В. А. Дегтярьов та інші конструктори — виключно в порядку особистої ініціативи, без державної підтримки.
У 1907 році автоматична гвинтівка системи В. Г. Федорова була випробувана на Рушничному полігоні Офіцерської стрілецької школи в Оранієнбаумі. Конструкція гвинтівки поліпшувалася під час виготовлення та випробувань зброярем полігону В. А. Дегтярьовим.
У 1911 році російський зброяр Володимир Федоров випробував 5-зарядну автоматичну (за сучасною термінологією самозарядну) гвинтівку під вітчизняний патрон калібру 7,62 × 54 мм R. У 1912 році рушниця пройшла полігонні випробування. Артилерійський Комітет ухвалив рішення замовити партію цих гвинтівок для військових випробувань.
У той же час Федоров вів роботу зі створення нового патрона, спеціально пристосованого для використання в автоматичній зброї. Патрон Федорова мав дульну енергію близько 3100 Дж (проти 3600-4000 Дж у штатного російського 7,62-мм патрона), що робило його більш придатним для автоматичної зброї, і гільзу без виступаючої закраїни, що дозволяло здійснити його надійну подачу з магазина великої місткості.
У 1913 році він почав випробування нової автоматичної гвинтівки під 6,5-мм патрон власної розробки.
Але з початком Першої світової війни всі роботи над новими видами озброєння були припинені. Сам Федоров був відряджений за кордон для закупівлі гвинтівок.
У січні 1916 року полковник В. Г. Федоров, який повернувся в Росію, особливо цікавиться питанням автоматичної зброї: "Замовляються не автоматичні гвинтівки, а рушниці-кулемети, які, на мою думку, … в даний час мають безумовно більше значення, ніж згадані гвинтівки … Якби у нас навіть і була … закінчена автоматична гвинтівка … було б недоцільно встановлювати її виробництво на заводах … Вважаю, що і для нашої армії питання полягає лише в необхідності найширшого випробування в бойових умовах різних систем рушниць-кулеметів і автоматичних гвинтівок, причому … необхідно негайно замовити кілька до 3 або 5 тисяч автоматичних гвинтівок з магазинами на 20-25 патронів, пристосованих для безперервної стрільби … Для встановки виробництва необхідно підшукувати приватну майстерню".
У майстернях Рушничного полігону Офіцерської стрілецької школи Федоров зайнявся переробкою своєї системи в рушницю-кулемет (називання автомат з'явилося пізніше). Сюди ще влітку 1915 року начальник школи генерал Н. М. Філатов зажадав в школу деталі 7,62-мм гвинтівки Федорова 1912 року й 6,5-мм гвинтівки 1913 року і домігся переведення з Сестрорєцького заводу головного помічника Федорова в роботі над гвинтівкою В. А. Дегтярьова. Федоров ввів в систему прапорцевий перемикач автоматичного вогню, рухливу кришку затвора, розробив серію змінних магазинів.
Не могло йти й мови про освоєння і масове виробництво нового патрона Федорова, і конструктор пристосував свою гвинтівку під ще більш слабкий японський патрон 6,5 × 50 мм Арисака з дуловою енергією 2615 Дж. Ці патрони були закуплені урядом разом з японськими гвинтівками Арисака і були на складах в значній кількості. Основними виробниками патронів японського зразка для Росії були англійські фірми — Кайнок, королівський арсенал Вулвіча, а також Петроградський патронний завод (200—300 тисяч в місяць, за даними заводського музею).
Патрон Арисака при стрільбі з автомата Федорова мав дульну енергію 1960 Дж і саме це значення закладалося в технічне завдання на новий проміжний патрон на кілька варіантів калібрів — 5,6 мм, 6,5 мм і 7,62 мм, але на коротший ствол. Японський патрон був менше Федорівського, і гвинтівки пристосовували під нього, вставляючи в патронник особливу вкладку.
До вересня 1916 року в майстерні полігону зібрали вісім 7,62-мм рушниць-кулеметів Федорова (який отримав вже звання генерал-майора) з магазином на 15 патронів, три 6,5-мм з магазином на 25 патронів і два з магазином на 50 патронів, а також сорок п'ять 6,5-мм автоматичних гвинтівок.
В Офіцерській стрілецькій школі Оранієнбаума рушницями-кулеметами і автоматичними гвинтівками Федорова озброїли роту 189-го Ізмаїльського піхотного полку в складі 158 солдатів і 4 офіцерів, після завершення навчання 1 грудня 1916 року відправлену на Румунський фронт. На Румунському фронті автомати Федорова були вперше застосовані в ході бойових дій. Восени того ж року Сестрорєцький збройовий завод отримав замовлення на «2,5-лінійні гвинтівки Федорова». Замовлення виконано не було, так як в умовах війни завод не справлявся навіть з випуском основної продукції. Проте, в Сестрорєцьку будується спеціальний цех.
Серійне виробництво розгорнулося тільки після Жовтневої соціалістичної революції на Ковровському заводі (нині завод імені Дегтярьова). До цього автомат Федорова виготовлявся на Сестрорєцькому збройовому заводі, де був побудований спеціальний цех. Через територіальні домагання сусідньої Фінляндії на початку 1920-х років ця територія стала по суті прифронтовою зоною, і перебування там пріоритетних підприємств було неможливим.
При первинному замовленні на 15 тисяч штук реально з 1920 по 1924 рік вироблено 3200 автоматів (назва «автомат» закріпилося за гвинтівкою Федорова вже в 1920-х роках, з легкої руки начальника стрілецького полігону Н. І. Філатова).
В ході Громадянської війни бойове застосування автоматів Федорова мало місце в Карелії і на Кавказі.
У 1922 році в РККА почалося створення окремих рот, озброєних автоматами Федорова.
У 1923 році автомат Федорова піддався модернізації: нові приціл, ударний механізм і магазин дають підставу говорити про зразок 1923 року проти старого зразка 1916 року.
На озброєнні РККА автомат Федорова перебував до 1928 року. У 1928 році наркомат озброєнь СРСР ухвалив рішення про припинення всіх робіт над зброєю під 6,5-мм патрон і розробці для РККА кулеметів під штатний патрон 7,62 × 54 мм R.
У 1940 році, під час Зимової війни з Фінляндією, кілька автоматів знову надійшло в війська, що билися в Карелії.
В цілому автомат Федорова, як вказував сам автор, виявився недостатньо надійною і надмірно складною конструкцією, тому він не мав шансів стати масовим зразком озброєння. Втім, аналіз єдиного доступного на сьогоднішній день достовірного джерела з експлуатації автомата — брошури видання 1923 року — показує, що основною проблемою автомата були не вади конструкції, а низька якість конструкційних матеріалів — осаду деталей, напливи металу і так далі, а також низька якість поставлених в війська боєприпасів.

## Система
З точки зору конструкції і виконання «автомат» Федорова є досить типовою автоматичною гвинтівкою свого часу, порівняно важкою і нетехнологічною, виконаною переважно з широким використанням металорізальних верстатів і ручної обробки деталей. Ствольну коробку і тіло затвора отримують шляхом пайки міддю сталевих деталей простої форми в кондукторів. Деталі оброблялися напилками, що визначає квалітет використовуваних сталей. Це робить автомат Федорова привабливим для виготовлення в кущових або напівкущових умовах. У домашніх умовах неможливо зробити тільки висвердлений і протягнутий ствол і патрони. Проте, кінцева маса зброї значно менша, ніж найближчих зарубіжних аналогів (Шоша зразка 1915 року, Браунінг М1918) і знаходиться в діапазоні, типовому саме для індивідуальної стрілецької зброї. Цим і пояснюється поява в російській мові артефакту під назвою «автомат» — не має аналогів в інших мовах.
Автомат Федорова працює за принципом використання віддачі при короткому ході ствола з прискорювачем відходу затворної рами. Затвор закривається двома хитними личинками, розташованими симетрично з двох сторін і обертаються в вертикальних площинах.
Під час пострілу при відході ствола назад ці личинки повертаються і звільняють затвор. Після цього він може безперешкодно відходити в крайнє заднє положення. При повороті личинок їх задні кінці натискають на виступи затвора, прискорюючи його відхід і дозволяючи таким чином зняти з зчепленої пари «ствол-затвор» більше енергії.
Ударно-спусковий механізм куркового типу дозволяє вести як одиночний, так і автоматичний вогонь. Ранні версії автомата (до 1923 року) мали відокремлені перемикачі вогню. Ця деталь видавалася бійцеві після здачі своєрідного іспиту. Удосконалена в 1923 році версія автомата (є сенс говорити про зразок 1923 року) знімного перемикача вогню не мала.
Магазин автомата являв собою дуже проблемний вузол. Магазини ранніх автоматів (до 1923 року) могли бути невзаємозамінні, використовувалася ручна осадка верхніх патронів. Стрілець носив з собою флягу з маслом і кисть, якою мастив верхні патрони спорядженого магазина для поліпшення роботи автоматики зброї. У 1923 році автомат отримує новий магазин, зі зміненим радіусом вигину і іншими параметрами. За деякими даними, він дуже близький до магазина німецького ручного кулемета MG-18, але без затримки затвора. Ємність магазина 25 патронів, але, судячи з фотографій, була спроба створення 50-зарядного магазина. Згодом розроблений дисковий багатоповерховий магазин за зразком кулемета Lewis.

## У творах культури та мистецтва

### У філателії

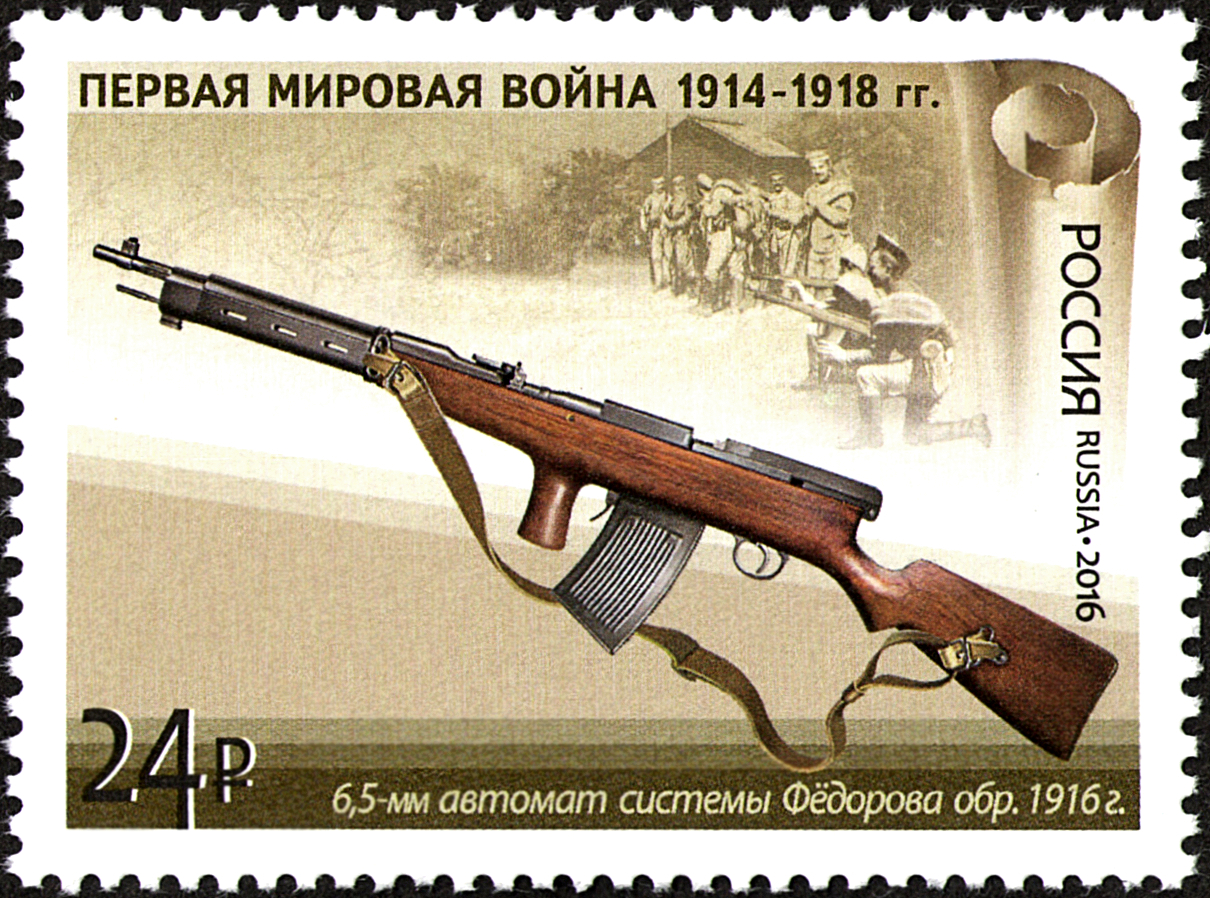
Автомат Федорова На Марці Росії 2016р.